# (67979) Michelory
(67979) Michelory ist ein Asteroid des äußeren Hauptgürtels. Der Himmelskörper wurde vom französischen Informatiker und Amateurastronomen Jean-Claude Merlin am 4. Dezember 2000 an der Sternwarte in Le Creusot, Département Saône-et-Loire, (IAU-Code 504) entdeckt.
Der mittlere Durchmesser des Asteroiden wurde mithilfe des Wide-Field Infrared Survey Explorers (WISE) mit 7,621 (±0,130) km berechnet, die Albedo mit 0,084 (±0,011). Die Rotationsperiode von (67979) Michelory wurde 2015 von Adam Waszczak, Chan-Kao Chang, Eran Ofek et al. untersucht. Die Lichtkurve reichte jedoch nicht zu einer Bestimmung aus.
(67979) Michelory wurde am 6. März 2024 nach dem Schweizer Amateurastronomen und Asteroidenentdecker Michel Ory (* 1966) benannt. Ory hatte Merlin mehrmals bei astronomischen Bestimmungen geholfen.